# Parasenegalia
Parasenegalia, biljni rod iz porodice mahunarki opisan 2017. godine. Postoji sedam priznatih vrsta iz Srednje i Južne Amerike i Antila.

## Vrste
1. Parasenegalia lundellii Seigler & Ebinger
2. Parasenegalia muricata (L.) Seigler & Ebinger
3. Parasenegalia rurrenabaqueana (Rusby) Seigler & Ebinger
4. Parasenegalia santosii (G.P.Lewis) Seigler & Ebinger
5. Parasenegalia skleroxyla (Tussac) Seigler & Ebinger
6. Parasenegalia visco (Lorentz ex Griseb.) Seigler & Ebinger
7. Parasenegalia vogeliana (Steud.) Seigler & Ebinger